# Cuarteto de Anscombe

El cuarteto de Anscombe comprende cuatro conjuntos de datos que tienen las mismas propiedades estadísticas, pero que evidentemente son distintas al inspeccionar sus gráficos respectivos.
Cada conjunto consta de once puntos (x, y) y fueron publicados en 1973 por el estadístico Francis John Anscombe. El cuarteto es una demostración de la importancia de mirar gráficamente un conjunto de datos antes de analizarlos.
Para los cuatro conjuntos de datos:
| Propiedad                                         | Valor                    |
| ------------------------------------------------- | ------------------------ |
| Media de cada una de las variables x              | 9.0                      |
| Varianza de cada una de las variables x           | 11.0                     |
| Media de cada una de las variables y              | 7.5                      |
| Varianza de cada una de las variables y           | 4.12                     |
| Correlación entre cada una de las variables x e y | 0.816                    |
| Recta de regresión                                | {\displaystyle y=3+0.5x} |

El primer gráfico (arriba a la izquierda) muestra lo que parece una relación lineal simple, correspondiente a dos variables correlacionadas cumpliendo con la suposición de normalidad. El segundo gráfico (arriba a la derecha) no está distribuido normalmente, aunque se observa relación entre los datos, esta no es lineal y el coeficiente de correlación de Pearson no es relevante. En la tercera gráfica (abajo a la izquierda) la distribución es lineal pero con una línea de regresión diferente de la que se sale el dato extremo que influye lo suficiente como para alterar la línea de regresión y disminuir el coeficiente de correlación de 1 a 0.816. Por último, la cuarta gráfica (abajo a la derecha) es un ejemplo de muestra en la que un valor atípico es suficiente para producir un coeficiente de correlación alto incluso cuando la relación entre las dos variables no es lineal.
| I    | I     | II   | II   | III  | III   | IV   | IV    |
| ---- | ----- | ---- | ---- | ---- | ----- | ---- | ----- |
| x    | y     | x    | y    | x    | y     | x    | y     |
| 10.0 | 8.04  | 10.0 | 9.14 | 10.0 | 7.46  | 8.0  | 6.58  |
| 8.0  | 6.95  | 8.0  | 8.14 | 8.0  | 6.77  | 8.0  | 5.76  |
| 13.0 | 7.58  | 13.0 | 8.74 | 13.0 | 12.74 | 8.0  | 7.71  |
| 9.0  | 8.81  | 9.0  | 8.77 | 9.0  | 7.11  | 8.0  | 8.84  |
| 11.0 | 8.33  | 11.0 | 9.26 | 11.0 | 7.81  | 8.0  | 8.47  |
| 14.0 | 9.96  | 14.0 | 8.10 | 14.0 | 8.84  | 8.0  | 7.04  |
| 6.0  | 7.24  | 6.0  | 6.13 | 6.0  | 6.08  | 8.0  | 5.25  |
| 4.0  | 4.26  | 4.0  | 3.10 | 4.0  | 5.39  | 19.0 | 12.50 |
| 12.0 | 10.84 | 12.0 | 9.13 | 12.0 | 8.15  | 8.0  | 5.56  |
| 7.0  | 4.82  | 7.0  | 7.26 | 7.0  | 6.42  | 8.0  | 7.91  |
| 5.0  | 5.68  | 5.0  | 4.74 | 5.0  | 5.73  | 8.0  | 6.89  |

Edward Tufte usó el cuarteto en la primera página del primer capítulo de su libro The Visual Display of Quantitative Information, para enfatizar la importancia de mirar los datos antes de analizarlos.